# Letiště Londýn-Southend

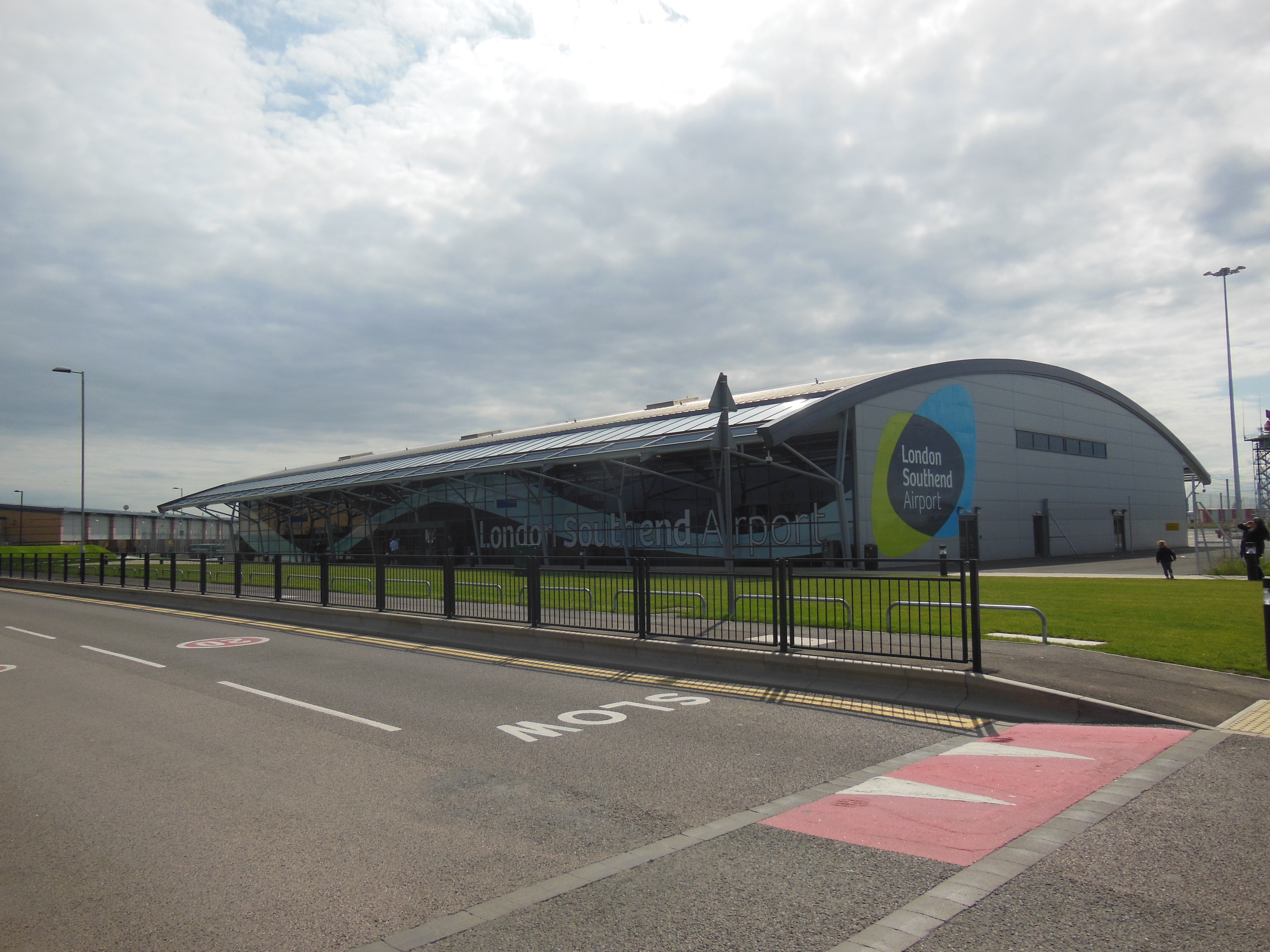
Budova terminálu

Letiště Londýn-Southend (London Southend Airport) je malé letiště v jihovýchodní Anglii, hrabství Essex. Jako Londýn-Southend je označováno pro relativně malou vzdálenost od Londýna (68 km). Letiště je, přes svůj název, blíže Rochfordu než Southendu.
Spojení letiště s okolím zajišťují taxi a autobusy, které mají stanoviště u odbavovací haly, nebo železniční doprava ze stanice v Rochfordu. Letiště je také pro své dobré povětrnostní podmínky používáno jako záložní letiště v případě zhoršených podmínek na hlavních letištích v okolí Londýna.
Od 8. května 2017 sem létá pravidelná linka z pražského letiště Václava Havla provozovaná společností Stobart Air pod značkou Flybe. Od roku 2018 také společnost easyJet.